# Rytterskole
Frederik 4. oprettede fra 1721 til 1727 i kongerigets 12 rytterdistrikter 240 Rytterskoler eller "De kongelige Skoler". Der blev oprettet mellem 10 og 25 rytterskoler i hvert distrikt. Skolerne var almueskoler for rytterdistrikternes børn. De er forløbere for folkeskolen.
Der blev opført nye grundmurede bygninger til skolerne, og der udstedtes instrukser om skolepligt og undervisning samt om lærernes ansættelse og aflønning. Alle skolerne blev opført efter samme grundplan: bygningen skulle være 13,2 meter lang og 7,5 meter bred. Fra gulv til loft var der 2,8 meter. Skolerne indeholdt forstue og skolestue. Og et sovekammer, spisekammer og et køkken til læreren, der boede på skolen samt en stald til lærerens kreaturer. Flere steder blev de oprindelige tagsten efterhånden skiftet ud med stråtag. Teglstenene blev nemlig knust, når drengene kastede sten på taget.
Skolerne blev for det meste opført i umiddelbar nærhed af kirken, da det normalt var præsten, der førte tilsyn med undervisningen.
Undervisningen omfattede Katekismen og læsning samt - mod betaling - skrivning og regning.

## Historie

### Baggrund
I Danske Lov havde enevælden i 1683 formuleret en forventning om, at forældre og præster opdrog børnene til kristendom. Den første egentlige bestemmelse om undervisning skete i en fattigforordning i 1708, hvori det bestemtes, at degnen skulle forestå undervisning for de børn, hvis forældre ikke selv havde råd.

### Den store plan
Først omkring 1720 tog kong Frederik 4. initiativ til, at der på rytterdistrikterne skulle opføres særlige skoler, hvis formål først og fremmest var undervisning i kristendommen samt at give børnene en god opdragelse i loyalitet mod kongen og fædrelandet. Ryttergodserne omfattede kun omkring en sjettedel af landets område, og flere store godsejere støttede initiativet ved at lade bygge skoler på deres godser. Alligevel var der endnu områder på landet, hvor der ingen undervisning fandt sted.
Under Christian 6. indførtes konfirmationen i 1736. Den blev en betingelse for at fæste en gård eller blive gift. Derved måtte også de børn, som tidligere var blevet unddraget undervisning af deres forældre, gå i skole. Ydermere fulgte enevælden op med den 23. januar 1739 at udstede en forordning om skolerne på landet, der blev læst op fra prædikestolene over hele landet, og hvori Christian 6. gjorde
"alle vitterligt, at som forfarenheden viser, hvilken usigelig skade kirken og landet derved tilvokser, at ungdommen, helst af den gemene almue, hidtil ej overalt har haft lejlighed nok, således som ske burde, at oplæres i kristendoms grund, samt i læsen, skriven og regnen, og derover til dels i sådan ynkelig uvidenhed er opvoksen, at de hverken i det åndelige eller legemlige véd rettelig at søge og befordre deres eget bedste: Så have Vi anset det for en af de største velgerninger for Vor kære og tro undersåtter og for en uforbigængelig nødvendighed for landet" at indføre almindelig undervisningspligt.
Udgifterne til skoler, lærerlønninger og bøger skulle betales af alle lokalsamfundet medlemmer fra de øverste til de nederste. Tiltaget faldt imidlertid sammen med en alvorlig økonomisk krise. Dette bevirkede en storm af protester, og den 29. april 1740 måtte kongen ophæve sin forordning med en plakat. I stedet bekendtgjorde Christian 6., at
"Vi allernådigst formode, at Vores gudelige øjemærke til den opvoksende ungdoms nøjagtige undervisning i deres saligheds kundskab, kan erholdes, uden sådan alt for stor byrde og besværing for jordegodsets ejere og besiddere"
idet kongen tillige gjorde godsejerne opmærksomme på,
"at som de nyde det legemlige af deres tjenere, de igen vil sørge for deres åndelige" og at de "derved have at vente den største velsignelse af Gud".
Resultatet var imidlertid, at det var vidt forskelligt fra gods til gods hvilken undervisning, der blev givet.

### Den store Skolekommission
Først en menneskealder senere nedsattes i 1789 Den store Skolekommission, hvis arbejde førte til folkeskolelovene af 1806 og 1814.

## Rytterskoletavlerne
På rytterskolerne blev der ofte over indgangen opsat en sandstenstavle med samme indskrift med Frederik 4.s spejlmonogram og en latinsk tekst og nederst et vers på dansk.
Den latinske tekst og symbolerne betyder

Hanc Scolam, Hujusq ad instar Ducentas Quadraginta in Circulis ad perpetuo alendas duodecem Cohortes Equestris, a institutis, fundavi

Denne skole og 240 andre som denne har VI FREDERIK DEN FJERDE (monogrammet) af Guds nåde konge af Danmark og Norge, de Venders og Gothers etc. i året 1721 ladet opføre i de distrikter, som af OS er oprettet til stadig at underholde 12 ryttereskadroner

Det danske vers lyder:

Halvtredsindstyve Aar GUD har DU mig opholdet.
At Sygdom Kriig og Pest mig intet ondt har voldet.
Thi yder ieg min Tack, og breder ud DIT Navn.
Og bygger Skoler op, de Fattige til Gavn.
GUD lad i dette Værck DIN Naades Fylde kende!
Lad denne min Fundatz bestaa til Verdens Ende!
Lad altid paa min Stool, een findes af min Ætt
Som meener DIG MIN GUD! og DISSE SKOLER rætt.

## Almueskoler
Kredsen omkring kongefamilien, hoffet og de højeste embedsmænd samt enkelte storgodsejere opførte også børneskoler for almuen på deres godser. Dog var undervisningen ikke ensartet på disse skoler og først meget senere opstod et samlet skolevæsen.

## Rytterskoler

### Antvorskov Rytterdistrikt
| Beliggenhed     | Status                                   | Adresse |
| --------------- | ---------------------------------------- | ------- |
| Flakkebjerg     | Bruges i dag som privat bolig            |         |
| Fårdrup         |                                          |         |
| Gimlinge        | Bruges stadig i forbindelse med en skole |         |
| Haldagerlille   | Bruges i dag som privat bolig            |         |
| Haldagermagle   | Nedrevet                                 |         |
| Holmstrup       |                                          |         |
| Hyllested       | Bruges stadig i forbindelse med en skole |         |
| Kirke Stillinge | Nedbrændt                                |         |
| Lundforlund     | Bruges stadig i forbindelse med en skole |         |
| Nordrup         | Nedrevet                                 |         |
| Næsby           |                                          |         |
| Skørpinge       | Nedbrændt                                |         |
| Slots Bjergby   |                                          |         |
| Sorterup        | Nedrevet                                 |         |
| Sønderup        |                                          |         |
| Sørbymagle      | Bruges stadig i forbindelse med en skole |         |
| Tystrup         | Bruges stadig i forbindelse med en skole |         |
| Store Valby     |                                          |         |
| Vedbysønder     |                                          |         |
| Vemmelev        |                                          |         |

### Dronningborg Rytterdistrikt
| Beliggenhed | Status                                          | Adresse                       |
| ----------- | ----------------------------------------------- | ----------------------------- |
| Borup       |                                                 |                               |
| Gimming     |                                                 |                               |
| Hallendrup  |                                                 |                               |
| Harridslev  |                                                 |                               |
| Kristrup    |                                                 |                               |
| Mejlby      |                                                 |                               |
| Råsted      |                                                 |                               |
| Spentrup    | Nedlagt 1.August 1969. Er i dag en privat bolig | Stationsvej 42, 8981 Spentrup |
| Voldum      |                                                 |                               |
| Ødum        |                                                 |                               |

### Falster Rytterdistrikt
| Beliggenhed     | Status                                                                               | Adresse                         |
| --------------- | ------------------------------------------------------------------------------------ | ------------------------------- |
| Nørre Alslev    | 3 lejemål, under renovering                                                          | Gåbensevej 6, 4840 Nørre Alslev |
| Brarup          |                                                                                      |                                 |
| Egelev          |                                                                                      |                                 |
| Elkenøre        |                                                                                      |                                 |
| Eskildstrup     | Nedrevet                                                                             |                                 |
| Falkerslev      |                                                                                      |                                 |
| Gedesby         | Er i dag privat beboelse, fortsat med originale tagsten                              |                                 |
| Gundslev        | Brugsforening fra 1909, siden købmand, privat beboelse (med erhvervsdel) siden 1991. |                                 |
| Horbelev        | Nedbrændt                                                                            |                                 |
| Horreby         | Nedrevet                                                                             |                                 |
| Hullebæk        |                                                                                      |                                 |
| Højet           | Nedbrændt                                                                            |                                 |
| Idestrup        | Nedrevet                                                                             |                                 |
| Vester Kippinge |                                                                                      |                                 |
| Sønder Kirkeby  | Er i dag privat beboelse                                                             |                                 |
| Klodskov        |                                                                                      |                                 |
| Maglebrænde     |                                                                                      |                                 |
| Moseby          | Har huset Falsters første sparekasse. Er i privat eje.                               |                                 |
| Skovby          |                                                                                      |                                 |
| Stavreby        | Bruges stadig i forbindelse med en skole                                             |                                 |
| Sundby          | Nedrevet                                                                             |                                 |
| Torkilstrup     |                                                                                      |                                 |
| Nørre Vedby     | Nedrevet                                                                             |                                 |
| Vejringe        |                                                                                      |                                 |
| Væggerløse      | Nedrevet                                                                             |                                 |
| Vålse           | Nedrevet                                                                             |                                 |
| Øverup          |                                                                                      |                                 |

### Frederiksborg Rytterdistrikt
| Beliggenhed           | Status                                                                             | Adresse                             |
| --------------------- | ---------------------------------------------------------------------------------- | ----------------------------------- |
| Alsønderup (Tulstrup) | Nedbrændt                                                                          |                                     |
| Brederød              | Nedbrændt                                                                          |                                     |
| Gørløse               | Er i dag privat ejendom                                                            |                                     |
| Nr. Herlev            | Er i dag privat bolig                                                              | Kirkepladsen 2, 3400 Hillerød       |
| Hjørlunde             | Nedbrændt                                                                          |                                     |
| Hørup                 | Bruges stadig i forbindelse med en skole                                           |                                     |
| Kollerød              | Er i dag privatbolig                                                               |                                     |
| Meløse                | Er i dag privatbolig - fungerede som skole til 1961                                |                                     |
| Ramløse               | Nedlagt 1936; er i dag privatbolig                                                 | Frederiksværkvej 116, 3200 Helsinge |
| Sigerslevøster        |                                                                                    |                                     |
| Stenløse              | Bruges stadig i forbindelse med en skole                                           |                                     |
| Skævinge              | Er i dag privatbolig                                                               |                                     |
| Snostrup (St. Rørbæk) | Bruges stadig i forbindelse med en skole                                           |                                     |
| Søsum                 | Bruges stadig i forbindelse med en skole                                           |                                     |
| Ude Sundby            | Nedbrændt                                                                          |                                     |
| Uggeløse              | Brugt siden 1993 som præstegård for den ene af sognets præster.                    |                                     |
| Uvelse                | Bruges stadig i forbindelse med en skole                                           |                                     |
| Valby                 | Er i dag privatbolig og café, hvor der om sommeren serveres kaffe og kage i haven. | Salekildevej 16, 3200 Helsinge      |
| Ølsted                | Bruges stadig i forbindelse med en skole                                           |                                     |
| Ølstykke              | Bruges stadig i forbindelse med en skole                                           |                                     |

### Fyns Rytterdistrikt
| Beliggenhed | Status | Adresse      |  |
| ----------- | --- | ------------ |  |
| Aasum       | |              |  |
| Allesø      | Opført omkring 1724. Den fungerede som skole indtil 1847. Er nu privat beboelse. Sandstenstavlen sidder over et vindue ved døren ud imod gaden.                                       |              |  |
| Bellinge    | |              |  |
| Broby       | |              |  |
| Brylle      | Bygget i 1721. Huser bl.a. lokalhistorisk arkiv. Ingen tilknytning til Brylle Skole.                                                                                                  | Ryttergade 3 |  |
| Brændekilde | |              |  |
| Fangel      | |              |  |
| Hindevad    | |              |  |
| Hjallese    | |              |  |
| Hunderup    | Bruges til privat beboelse. Tavlen er placeret på gavlen ud mod Hunderupvej |              |  |
| Koelbjerg   | |              |  |
| Tommerup    | |              |  |
| Korup       | Opført i 1720’erne. Fungerede indtil 1955, hvor bygningen var meget forfalden. Den blev indlemmet i Korup Centralskole, senere folkeskole. Der er ingen synlige spor på stedet i dag. |              |  |
| Lumby       | |              |  |
| Orte        | |              |  |
| Pårup       | |              |  |
| Sanderum    | |              |  |
| Skalbjerg   | |              |  |
| Verninge    | |              |  |
| Ubberud     | Opført ca. 1725, nedrevet 1930 for at give plads til den ældste del af den nuværende Ubberud Skole.                                                                                   |              |  |

### Koldinghus Rytterdistrikt
| Beliggenhed      | Status | Adresse |
| ---------------- | ------ | ------- |
| Almind           |        |         |
| Andkjær          |        |         |
| Store Andst      |        |         |
| Nørre Bjært      |        |         |
| Bredstrup        |        |         |
| Egtved           |        |         |
| Eltang           |        |         |
| Erritsø          |        |         |
| Øster Gesten     |        |         |
| Gårslev          |        |         |
| Harte            |        |         |
| Herslev          |        |         |
| Højen            |        |         |
| Pjedsted         |        |         |
| Seest            |        |         |
| Skanderup        |        |         |
| Smidstrup        |        |         |
| Skærupv          |        |         |
| Taulov           |        |         |
| Vester Vamdrup   |        |         |
| Vejlby (Egeskov) |        |         |
| Verst            |        |         |
| Vrå              |        |         |
| Ågård            |        |         |

### Kronborg Rytterdistrikt
| Beliggenhed | Status | Adresse    |
| ----------- | --- | ---------- |
| Ammendrup   | Nedbrændt og blev nedrevet og ophørte i 1871.                                                                        |            |
| Avderød     | Skole frem til 1924/25, derefter lærerbolig og anden brug. Siden 1976 hjemsted for Karlebo Lokalhistoriske Forening. |            |
| Blistrup    | Ophørte som skole i 1905 og blev nedrevet                                                                            |            |
| Borsholm    | Nedbrændt |            |
| Dagelykke   | Nedbrændt 1944 |            |
| Esbønderup  | Nedrevet |            |
| Græsted     | Bruges stadig i forbindelse med en skole                                                                             |            |
| Grønholt    | Bruges som privatbolig                                                                                               |            |
| Melby       | Nedbrændt |            |
| Mårum       | Ophørte som skole i 1914 og er i dag privat beboelse.                                                                | Mårum Gade |
| Ramløse     | Ophørte som skole i 1936 og er i dag privat beboelse (uden tilknytning til skolevæsen).                              |            |
| Ravnsnæs    | renoveret og til- og ombygget til bolig                                                                              |            |
| Sjælsmark   | |            |
| Søborg      | Ophørte som skole i 1912 og er siden nedrevet.                                                                       |            |
| Tikøb       | |            |
| Torpmagle   | |            |
| Valby       | Ophørte som skole i 1912 og er privat beboelse.                                                                      |            |
| Vejby       | Ophørte som skole i 1912 og er privat beboelse.                                                                      |            |
| Veksebo     | Bruges som privat bolig                                                                                              |            |

### København Rytterdistrikt
| Beliggenhed   | Status | Adresse                             |
| ------------- | --- | ----------------------------------- |
| Ballerup      | |                                     |
| Brøndbyvester | Privatbolig | Bygaden 70                          |
| Brøndbyøster  | Nedbrændt i 1869 og genopført. | Brøndbyøstervej 104                 |
| Brønshøj      | Husede Brønshøj Museum fra 1986, indtil tagbranden i 2010. Bruges i dag til kulturarrangementer af 2700Kultur. | Brønshøjvej 1 2700 Brønshøj         |
| Farum         | Solgt til privat beboelse, da Kommuneskolen blev taget i brug i 1924 |                                     |
| Ganløse       | Benyttes som medborgerhus/foreningslokaler/kirkekontor | Østergade 1, Ganløse, 3660 Stenløse |
| Gentofte      | Nedbrændt |                                     |
| Gladsaxe      | Bruges stadig i forbindelse med en skole |                                     |
| Herstedvester | Skolebygningen, som lå midt i landsbyen i et rødt stråtækt hus, fungerede som skole frem til 1912, hvorefter den husede en brugsforening indtil 1968. I dag fungerer den istandsatte rytterskole som sognegård for Herstedvester Kirke.                         | Storstræde 22 2620 Albertslund      |
| Herstedøster  | Nedrevet |                                     |
| Hvidovre      | Bruges af Hvidovre lokalhistoriske forening. Opført i 1722. |                                     |
| Hvidøre       | Nedrevet |                                     |
| Hvissinge     | Nedbrændt |                                     |
| Ledøje        | Bruges stadig i forbindelse med en skole |                                     |
| Lille Værløse | Nedrevet |                                     |
| Lyngby        | Nedrevet (Ny skole bygget på grunden) |                                     |
| Måløv         | Bruges stadig i forbindelse med en skole |                                     |
| Slagslunde    | Skole indtil slutningen af 50'erne og derefter beboet af den sidste lærer indtil dennes død. Slagslunde Rytterskole er i dag privat ejendom. |                                     |
| Valby         | Oprettet i 1722, udvidet i 1842. I en kort periode fungerede Rytterskolen også som brandstation. En privat bogsamling fra skolen blev overført til Københavns Kommune i 1901. Valby bibliotek blev en del af Rytterskolen i 1917 og har befundet sig der siden. | Annexstræde 2 2500Valby             |

### Lolland Rytterdistrikt

#### Lolland
| Beliggenhed   | Status | Adresse                          |
| ------------- | --- | -------------------------------- |
| Assenbølle    | |                                  |
| Errindlev     | Erstattet af privatbolig bygget i 1927. | Rødbyvej 2, 4895 Errindlev       |
| Flintinge     | |                                  |
| Flårup        | Erstattet af en ny skole ca. 1856. Rytterskolen blev brugt som udhus til den brændte i 1914 |                                  |
| Frejlev       | Antagelig nedlagt som skole i 1914, da en ny skole blev bygget på nabogrunden. Bygningen blev sandsynligvis erstattet på dette tidspunkt af et nyt hus, der eksister endnu som privatbolig.                                                  | Enghavevej 1 4892 Kettinge       |
| Herridslev    | Nedrevet og erstattet af en ny skole i 1892 |                                  |
| Hjelm         | |                                  |
| Rågelunde     | Blev muligvis indrettet i en eksisterende bygning. I 1914 blev skolen nedlagt og erstattet af en ny skole i nabobyen Kettinge. Rytterskolen blev revet ned. På grunden opførtes et nyt hus, der ca. 2012 igen er erstattet af en ny bygning. | Rågelundevej 21 4892 Kettinge    |
| Toreby        | |                                  |
| Vantore       | Skolen taget ud af brug 1908. Eksisterer endnu som privatbolig | Vantorevej 65 4880 Nysted.       |
| Vester Ulslev | Eksisterer endnu. Bruges som privatbolig | Dalbakkevej 28 4894 Øster-Ulslev |

#### Møn
| Beliggenhed             | Status                       | Adresse |
| ----------------------- | ---------------------------- | ------- |
| Borre                   |                              |         |
| Damme                   | Privat ejendom               |         |
| Elmelunde (Hjertebjerg) |                              |         |
| Hårbølle                | Privat ejendom               |         |
| Kjeldbymagle            |                              |         |
| Magleby                 |                              |         |
| Mandemarke              |                              |         |
| Svensmarke              |                              |         |
| Tjørnemarke             | Socialpædagogisk opholdssted |         |
| Æbelnæs                 |                              |         |

### Skanderborg Rytterdistrikt
| Beliggenhed     | Status | Adresse                    |
| --------------- | --- | -------------------------- |
| Aastrup-Føvling | |                            |
| Fårvang         | |                            |
| Gjern           | |                            |
| Grumstrup       | |                            |
| Harlev          | |                            |
| Hylke           | Privat ejendom |                            |
| Hørning         | |                            |
| Hørslevbole     | |                            |
| Linå            | |                            |
| Overby          | |                            |
| Sjelle          | Fungerer som Den fri Hestehaveskole, friskole med 200 elever. | Langelinie 40 8464 Galten  |
| Skanderup       | |                            |
| Skovsrod        | |                            |
| Stilling        | Nedrevet |                            |
| Storring        | Nyopført på den oprindelige grundsten i 1876, virksom som skole frem til 1964, i dag privat bolig. (Sognets beskrivelse) Arkiveret 9. november 2017 hos Wayback Machine | Lilleringvej 1 8464 Galten |
| Svejstrup       | |                            |
| Svenstrup       | |                            |
| Sønder Vissing  | |                            |
| Toustrup        | Privat bolig, udvidet. Skole indtil 1902, hvor ny landsbyskole bygges i byen på en anden matrikel.                                                                      | Ryttervej 1, 8641 Sorring  |
| Tønning         | |                            |
| Tåning          | |                            |
| Veng            | |                            |
| Virring         | |                            |
| Yding           | |                            |

### Tryggevælde Rytterdistrikt
| Beliggenhed    | Status                         | Adresse                              |
| -------------- | ------------------------------ | ------------------------------------ |
| Alslev         | Nedrevet                       |                                      |
| Arnøje         |                                |                                      |
| Dalby          | Nedrevet                       |                                      |
| Frerslev       |                                |                                      |
| Haslev         | Nedbrændt                      |                                      |
| Lille Heddinge | Museum                         |                                      |
| Store Heddinge |                                |                                      |
| Hellested      |                                |                                      |
| Holtug         |                                |                                      |
| Højerup        | Nedrevet                       |                                      |
| Hårlev         | Fungerer som beboelsesejendom  |                                      |
| Karise         |                                |                                      |
| Kæderup        | Skole indtil 1912, nu beboelse | Vestervangen 3, Kæderup, 4682 Tureby |
| Magleby        |                                |                                      |
| Skrosbjerg     |                                |                                      |
| Strøby         |                                |                                      |
| Terslev        | Nedrevet                       |                                      |
| Værløse        | Nedrevet                       |                                      |

### Vordingborg Rytterdistrikt
| Beliggenhed     | Status              | Adresse |
| --------------- | ------------------- | ------- |
| Allerslev       |                     |         |
| Bakkebølle      |                     |         |
| Bårse           |                     |         |
| Dyrlev          |                     |         |
| Vester Egesborg |                     |         |
| Øster Egesborg  |                     |         |
| Hammer          |                     |         |
| Køng            |                     |         |
| Lundby          |                     |         |
| Sønder Mern     |                     |         |
| Skibbinge       |                     |         |
| Snesere         |                     |         |
| Stensby         |                     |         |
| Stenstrup       |                     |         |
| Sværdborg       |                     |         |
| Udby            |                     |         |
| Viemose         |                     |         |
| Vindinge        |                     |         |
| Ørslev          | Nedrevet i 1960erne |         |